# 煙山ゆう
煙山 ゆう（けむやま ゆう、1999年4月9日 - ）はLuckyFM茨城放送のアナウンサー。

## 経歴・人物
双子の姉として生をうける。名前の由来は"優しい子になって欲しい"思いと、"大人になっても遊び心を忘れず、良く遊ぶ子になって欲しい"思いから、父に命名された。
中学生時代、陸上部に在籍し800mを走っていたと本人が言っているが、瀧野川女子学園高校2年生の時に第34回北区陸上競技記録会に参加公式記録が残っている。
東京外国語大学ではインドの公用語であるヒンディー語を専攻していたが、流暢ではないが話すことが出来ると、放送番組内で話している。本人はインド好きで、好きな飲み物としてチャイを挙げ、長期の休みが取れるならもう一度インドへ行き堪能したいとも言っている。
ラジオとの出会いは、幼少期より父親が家ではラジオを大音量でかけていた環境にあった。また、小さい頃から"読んだり喋ったりする事が好き"だった。
10年ほど演劇の経験もあり、学生時代には「声を使う職業」として声優を目指し養成所に通っていたが、講師に「アナウンサーが向いている」と言われ、当時は想定外だったのでショックを受け、大学卒業後、いったんは一般企業に事務職として就職。しかし、すぐに「声の職業」への思いが再燃し、今度はアナウンサーを目指して勤務のかたわら就職活動を再開。1年後の2023年4月、当時の茨城放送にアナウンサーとして入社した。
なお、父はニッポン放送アナウンサーの煙山光紀、双子の妹は、ALBA所属のナレーターである。

## 担当番組
2025年4月現在
- CONNECT（月曜16時00分 - 18時55分[注釈 1]、2024年5月6日 - ）
- Music Pick up after Millennium（2000）（木曜22時00分 - 24時00分、2023年7月6日 - ）
- Teenʼs FM（日曜9時30分 - 10時00分、2024年4月7日 - ） - パーソナリティ[6]
- ぼくの作文わたしの作文
- 番組審議会だより（毎月最終日曜6時00分 - 6時05分、? - ）
- スクーピーレポート（不定期）

## 過去の担当番組
- HAPPYパンチ!（月曜9時00分 - 13時00分、2023年3月27日 - 2024年4月29日）
- 録音風物誌（火曜会・文化放送）
  - 笠間焼～アートの街・笠間から伝統を未来へつなぐ～（2024年6月、企画・構成・ナレーション）[7][8]
- LuckyFesの楽しみ方（金曜19時30分 - 20時00分、2024年4月5日 - 7月26日）
- こちら110番（日曜12時30分 - 12時40分、2023年7月2日 - 2025年4月27日）